# 麥卡洛克 MC-4
McCulloch MC-4 是一款由麥卡洛克飛機公司研製的串聯旋翼直升機，並且為該公司第一架直升機。美國陸軍代號為YH-30，美國海軍代號為XHUM-1。

## 發展

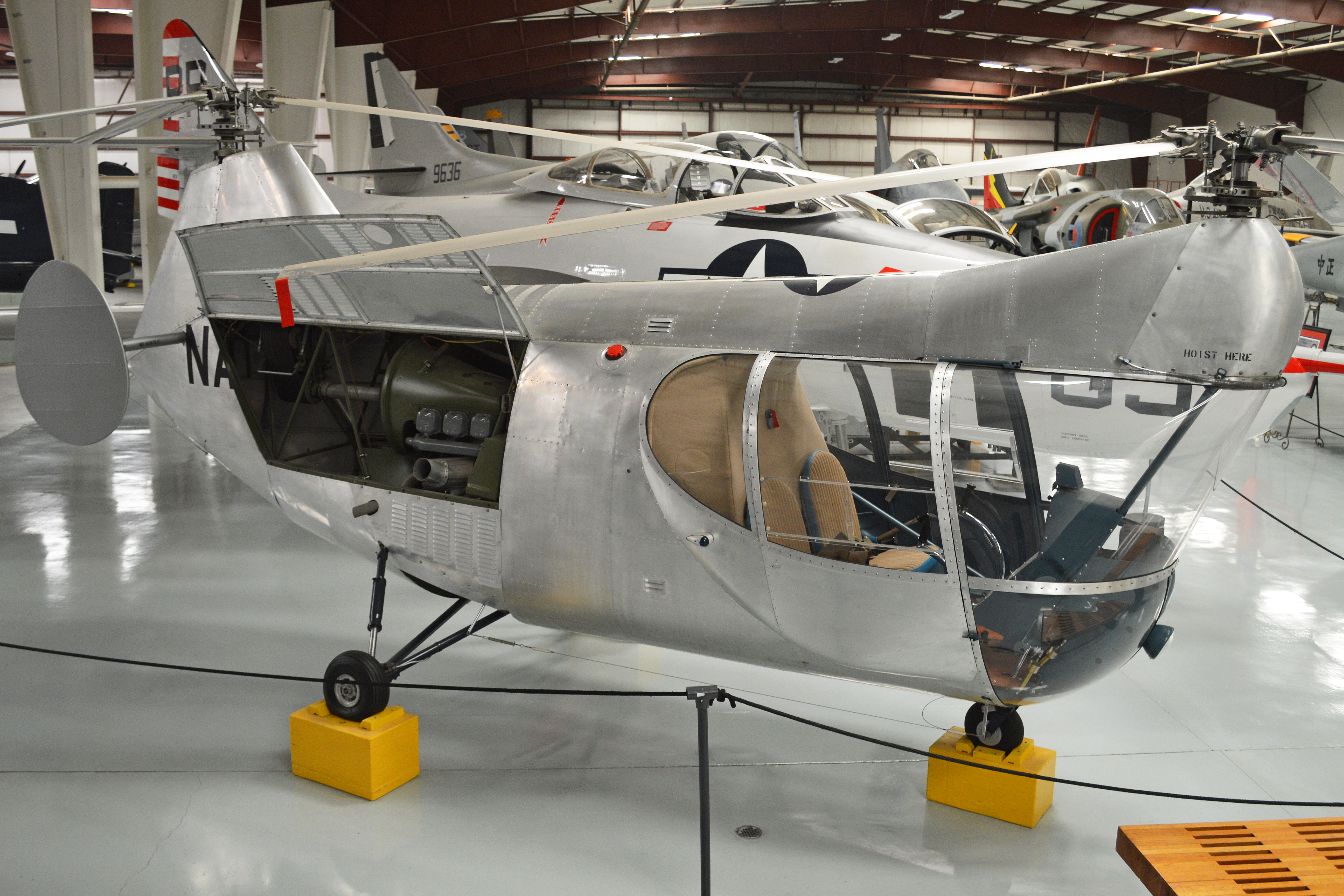
位於加利福尼亞州奇諾揚克斯航空博物館的McCullough XHUM-1

MC-4是HERC JOV-3的放大改進版本。JOV-3 是由德拉戈·約萬諾維奇領導直升機工程研究公司(HERC)時開發的。 JOV-3於1948年首飛。1949 年，約萬諾維奇轉到麥卡洛克汽車公司，1951年3月MC-4(JOV-3的放大版)首飛。隨後推出了一架類似的MC-4C ，並為美國陸軍推出三架評估直升機YH-30。MC-4C比MC-4稍大。 MC-4C於1953年獲得認證，它是美國第一架獲得商業用途認證的串聯旋翼直升機。美國陸軍評估了三架YH-30，但陸軍發現該直升機動力不足。
YH-30有一個帶有輕金屬蒙皮的鋼管框架，發動機水平安裝在船中部，為兩個相互嚙合的串聯轉子提供動力。起落架為有固定三輪起落架和一個萬向前輪。
由於沒有收到民用或軍事訂單，約萬諾維奇成立了自己的公司Jovair，在那裡他將MC-4C改裝為四座私人直升機，命名Sedan 4E。同時還有配備渦輪增壓引擎的版本Sedan 4ES和更基本的農用版本Sedan 4A。1970年代初，麥卡洛克重新獲得了直升機設計權。

## 型號
McCulloch MC-4
配備1句富蘭克林發動機的原型機，共2架，其中1架供美國海軍評估
McCulloch MC-4A
供美國海軍評估的改良款，海軍給其編號XHUM-1，共建造了兩架
McCulloch MC-4C
配備富蘭克林發動機的原型機，共1架，另外三架同款供美國陸軍評估，後來重新命名'YH-30。
Jovair Sedan 4E
民用4座量產版本，配備1具富蘭克林6A-335發動機
Jovair Sedan 4ES
配備1具富蘭克林渦輪增壓發動機
Jovair Sedan 4A
簡化後的農業版本
XHUM-1
供美國海軍評估用的原型機McCulloch MC-4A
YH-30
MC-4C的軍用版編號，共3架
CHUM-1
2架供美國海軍評估的MC-4A，後來重新命名HUM-1
HUM-1
重新命名後的CHUM-1

## 外部連結
- Jovair history （页面存档备份，存于）